# 十日市 (八戸市)
十日市（とうかいち、とおかいち）とは、青森県八戸市の地名。27の小字がある。郵便番号031-0012。

## 地理
八戸市中央部から南側の新井田川中流の右岸の台地に位置する。新井田川を挟んで東に新井田、妙、南に松館、新井田川を越えた西に石手洗、是川、北に田向が接する。鉄道の駅はない。幹線道路は、青森県道・岩手県道11号八戸大野線が通る。

### 小字
字赤坂沢、字赤御堂、字姥岩、字押口、字風浚、字風山、字上赤坂、字上樋田、字上谷地、字烏沢向、字黒坂、字黒坂前、字小山、字下赤坂、字下樋田、字下谷地、字茶立場、字塚ノ下、字天摩、字留流、字長根、字西、字登手、字花水河原、字伏部内、字松ケ崎、字弥次郎窪

## 世帯数と人口
2017年（平成29年）4月30日現在の世帯数と人口は以下の通りである。
| 小字     | 世帯数  | 人口  |
| -------- | ------- | ----- |
| 赤御堂   | 10世帯  | 28人  |
| 姥岩     | 8世帯   | 13人  |
| 風浚     | 17世帯  | 51人  |
| 風山     | 3世帯   | 7人   |
| 上赤坂   | 6世帯   | 14人  |
| 上谷地   | 6世帯   | 13人  |
| 黒坂     | 20世帯  | 35人  |
| 黒坂前   | 7世帯   | 14人  |
| 下赤坂   | 11世帯  | 27人  |
| 下谷地   | 14世帯  | 36人  |
| 茶立場   | 13世帯  | 34人  |
| 塚ノ下   | 3世帯   | 5人   |
| 長根     | 32世帯  | 74人  |
| 西       | 28世帯  | 84人  |
| 登手     | 7世帯   | 15人  |
| 花水河原 | 6世帯   | 12人  |
| 伏部内   | 24世帯  | 64人  |
| 松ケ崎   | 22世帯  | 45人  |
| 弥次郎窪 | 11世帯  | 29人  |
| 上樋田   | 14世帯  | 31人  |
| 計       | 262世帯 | 631人 |

## 歴史
地内からは赤御堂貝塚が発見されている。